# Euphyia beata
Euphyia beata är en fjärilsart som beskrevs av Bytinsky-salz 1934. Euphyia beata ingår i släktet Euphyia och familjen mätare. Inga underarter finns listade i Catalogue of Life.